# غادة كربلاء
«غادة كربلاء» أحد أشهر كتب جرجي زيدان الكتاب اللبناني الشهير، تتحدث رواية«غادة كربلاء» عن قصة مقتل الحسين بن علي بن أبي طالب وأهل بيته على سهل كربلاء وولاية يزيد وماجرى فيها من حصار وفتن. عدد صفحات الكتاب 262 صفحة.

## أبطال الرواية
- الإمام الحسين
- يزيد بن معاوية
- حجر بن عدي الكندي
- غادة كربلاء (سلمى الكندي)
- عبد الرحمن الكندي
- عامر الكندي
- شمر بن ذي الجوشن
- عبيد الله بن زياد
- مسلم بن عقيل
- عبد الله بن الزبير
- زينب بنت علي